# Perfectae Caritatis

Perfectae Caritatis est le décret du Concile Vatican II appelant à la rénovation de la vie religieuse dans l’Église catholique et donnant des instructions dans ce sens. Approuvé par un  vote de 2325 voix contre 4 par les pères du concile il fut approuvé et signé par Paul VI le 28 octobre 1965. Le titre — formé des deux premiers mots du document latin — signifie : [la recherche] de la charité parfaite.
Le décret, un des plus courts documents de Vatican II, est un complément à la Constitution dogmatique sur l’Église dans le monde Lumen Gentium, à laquelle il fait référence dans son préambule.  Il est donc normatif pour ceux qui dans l’Église catholique cherchent à renouveler leur manière de vivre la vie religieuse — l’adaptant à la mentalité et aux aspirations modernes —, tout en étant fidèles à l’antique tradition de l’Église.

## Principes généraux de rénovation
Quelques principes généraux sont formulés : 
(1) Un retour à la source de toute vie chrétienne est indispensable, à savoir : suivre le Christ selon l’enseignement de l’Évangile.
(2) Pour le bien de l’Église les instituts doivent avoir leur caractère et fonction propres. Il est important de redécouvrir l’esprit des fondateurs et leurs intentions spécifiques.
(3) Tout institut doit communier à la vie de l’Église, d’une manière ou d’un autre, de manière plus contemplative ou plus active.
(4) Les instituts doivent promouvoir chez leurs membres une information adéquate sur la condition humaine, permettant de mieux répondre aux besoins de leurs contemporains.
(5) Les meilleures adaptations structurelles n’auront de fruits que si accompagnées d’une rénovation spirituelle en profondeur. C’est l’Esprit qui guide. 

## Primauté de la vie spirituelle
Chez tous les religieux doit prévaloir la vie spirituelle, l’esprit d’oraison, la méditation de la Sainte Écriture. Ensuite le concile passe en revue les différentes formes de vie religieuse, les instituts de vie contemplative et ceux qui sont voués à la vie apostolique, la vie religieuse laïque (congrégations de sœurs et de frères) et les instituts séculiers.  

## Dimensions de la vie religieuse

### Vie de chasteté
La chasteté pour le Royaume de Dieu est un grand don. Que les religieux y soient fidèles, sans présumer de leurs forces. Qu’ils pratiquent la mortification. Qu’ils prennent soin de leur âme et de leur corps. La charité fraternelle en communauté aide à la vie de chasteté.
L’observance d’une continence parfaite nécessite une grande maturité affective et psychologique, ce qui demande un temps de probation suffisamment long. Célibat et chasteté doivent devenir partie intégrante et épanouissante de la personnalité du religieux ou religieuse. 

### Vie de pauvreté
La pauvreté volontaire, à la suite du Christ, est un témoignage éloquent, particulièrement en un siècle porté vers une consommation débridée. La pauvreté doit être non seulement « en esprit », mais effective. Que tous soient soumis à la loi commune du travail. Le renoncement aux biens personnels et patrimoniaux reste important. 
La diversité des lieux, pays et cultures, peut demander des adaptations. Le partage des biens entre les maisons et communautés d’un même institut est fondamental. Les instituts peuvent posséder ce qui est nécessaire aux œuvres apostoliques.  

### Vie d’obéissance
Par l’obéissance le religieux fait l’offrande totale de lui-même à Dieu, et s’unit plus fermement à la volonté divine. L’obéissance religieuse conduit à la maturité de la liberté des enfants de Dieu. Les supérieurs ne sont pas à l’extérieur ou au-dessus; ils vivent également cette obéissance à l’Esprit. Qu’ils gouvernent avec humilité, conduisant à la collaboration et à l’obéissance responsable. Qu’ils respectent la liberté spirituelle d’un chacun.
Chapitres et conseils donnent aux religieux ou religieuses l’occasion de contribuer au bien de toute la communauté.

### Vie de communauté
La vie de communauté doit persévérer dans la vie de prière en commun, nourrie par la liturgie et l’Eucharistie en particulier (à l’exemple de l'Église primitive). Les religieux se préviendront d’égards mutuels. L’unité dans la fraternité doit être aussi éloquente que possible : témoignage eschatologique de la présence du Christ parmi eux. Il s’en dégage une énergie apostolique.
Les distinctions de groupe à l’intérieur des communautés (convers, etc) seront éliminées. Mais les instituts religieux cléricaux peuvent accepter des religieux laïques.
Sans être supprimée, la clôture des moniales doit être adaptée aux circonstances de temps et de lieux, particulièrement là où les religieuses sont apostoliques.  L’habit religieux, signe de consécration à Dieu, doit être simple, et modeste.
La formation spirituelle, apostolique, doctrinale et technique doit être soignée.  Tout au long de leur existence les religieux veilleront à parfaire leur culture spirituelle et religieuse, doctrinale et technique. Les supérieurs veilleront au bon choix de ceux qui seront chargés de la formation.

## Vocations à la vie religieuse
Il est permis aux instituts de se faire connaître. Dans la prédication et l’éducation chrétienne on traitera des conseils évangéliques et du choix de l’état religieux. Les religieux se rappelleront cependant que l’exemple de leur propre vie constitue la meilleure recommandation et invitation à entrer en vie religieuse.

## Autres questions
Le décret donne également quelques directives sur la fondation de nouveaux instituts, leur suppression (en cas de décadence), ou éventuellement de leur union ou collaboration en fédération. La formation de conférences de supérieurs majeurs est encouragée.

## Source
- Concile œcuménique Vatican II: Constitutions - Décrets - Déclarations, Le Centurion, Paris, 1967.
- Texte sur le site du Saint-Siège : http://www.vatican.va/archive/hist_councils/ii_vatican_council/documents/vat-ii_decree_19651028_perfectae-caritatis_fr.html